# Mira, Bồ Đào Nha
Mira là một huyện thuộc tỉnh Coimbra, Bồ Đào Nha. Huyện này có diện tích 124 km², dân số thời điểm năm 2001 là 12872 người.